# Aardverschuiving

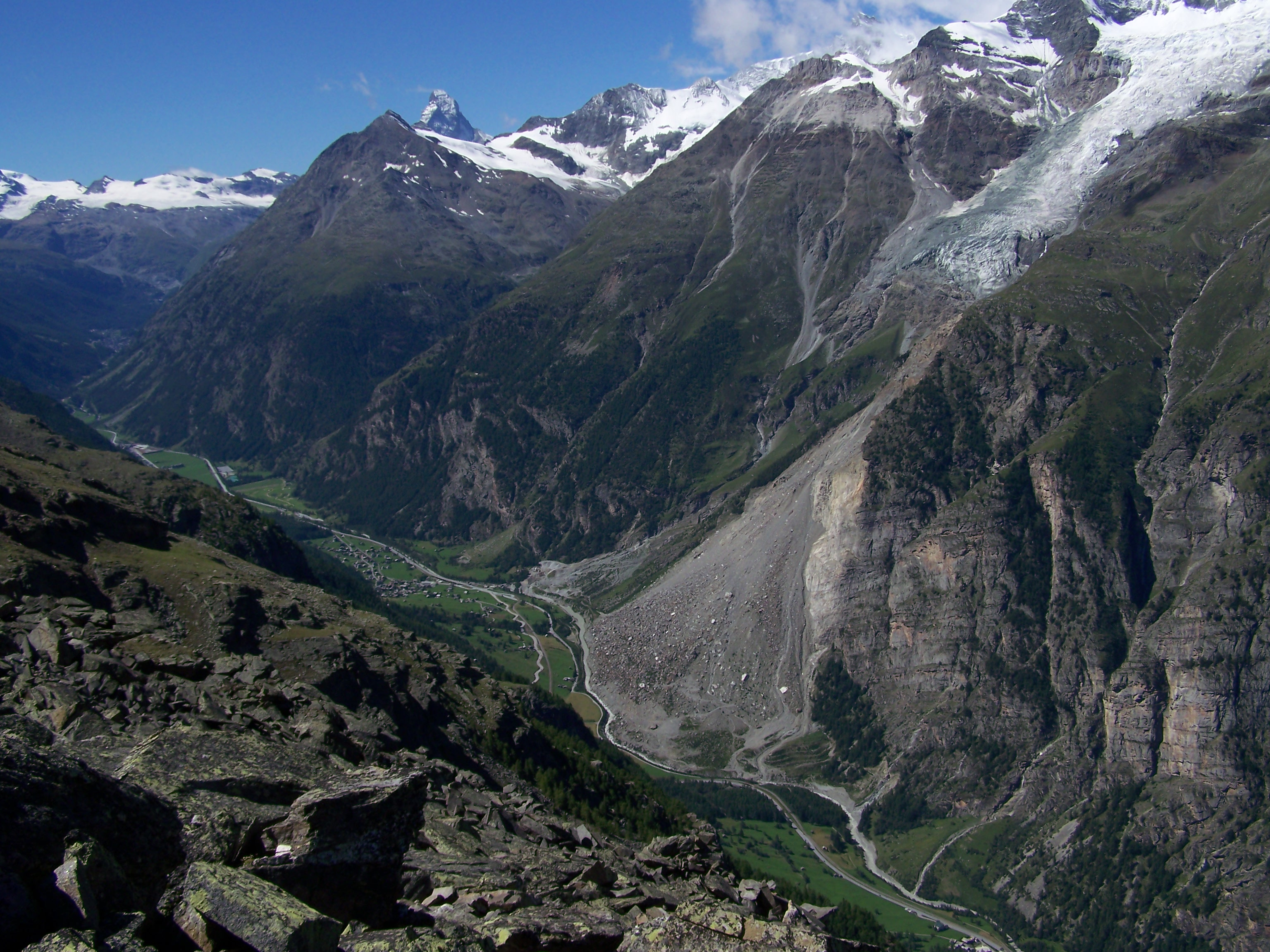
Puinkegel in het Zwitserse Mattertal, veroorzaakt door een aardverschuiving in 1991.

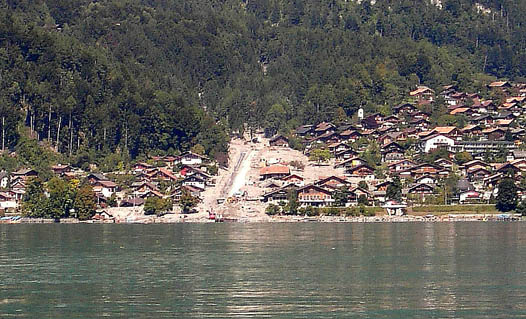
Aardverschuiving in Brienz, veroorzaakt door de Glyssibach in augustus 2005

Een aardverschuiving is een gebeurtenis waarbij vele duizenden tonnen aan grond plotseling in beweging komen en (meestal) langs een helling vallen of naar beneden glijden (of schuiven). Een aardverschuiving is niet hetzelfde als een aardbeving, maar kan hierdoor wel veroorzaakt worden.
Als bij de aardverschuiving met name steen in beweging komt, wordt ook wel gesproken van een rotslawine (of steen- of puinlawine). Een bergstorting is een specifiek type aardverschuiving, waarbij een deel van een berg naar beneden komt.
Een vulkaanuitbarsting kan ook een aardverschuiving veroorzaken. Hierbij kan een deel van de vulkaanhelling instorten en naar beneden schuiven.
Een derde mogelijke oorzaak is hevige regenval op een door erosie aangetaste heuvel of berghelling. Hierdoor wordt de grond dermate verzadigd met water dat hij zijn onderlinge samenhang verliest, en gaat schuiven. Als de grond met water voor een stroom van modder zorgt, spreekt men van een modderlawine.
Aardverschuivingen kunnen zeer verwoestend zijn. Wanneer een dorp of stad bedolven wordt door een aardverschuiving, is het bijna onvermijdelijk dat er doden vallen, tenzij men de gebeurtenis heeft zien aankomen en er tijdige evacuatie heeft plaatsgevonden. Meestal is dit echter niet het geval.
Als door een grote aardverschuiving een deel van een berg in zee glijdt, of als er een onderzeese aardverschuiving plaatsvindt, kan ook een tsunami ontstaan. Deskundigen verwachten dat een dergelijk fenomeen zich vroeg of laat aan de westkant van het Canarische Eiland La Palma zal voordoen. De resulterende tsunami zou zelfs de Amerikaanse oostkust aan de overzijde van de Atlantische Oceaan kunnen bedreigen. Het is echter goed mogelijk dat deze gebeurtenis zich pas over honderden of zelfs duizenden jaren zal voordoen, en de verschuiving zou ook geleidelijk kunnen plaatsvinden, zonder dat een tsunami optreedt.